# Lee-Enfield Mark III*
El Lee-Enfield Mark III* o Short Magazine Lee-Enfield (S.M.L.E.) Lee-Enfield de Cargador Corto, fue un fusil de infantería diseñada por la Royal Small Arms Factory Enfield en Inglaterra en 1916 en reemplazo del Fusil de Infantería Lee-Enfield Mark III.

## Historia
Durante la Primera Guerra Mundial, las normas del Fusil de Infantería Lee-Enfield Mark III, se encontró que era demasiado complicado para la fabricación (un Fusil de Infantería Lee-Enfield Mark III le costaba al Gobierno británico £3/15/-), y la demanda era superior a la oferta, por lo que a finales de 1915, el Lee-Enfield Mark III* se introdujo, que incorpora varios cambios, el más prominente de los cuales eran la supresión de un cargador más corto. Estos cambios modificaron la designación del arma a la de Lee-Enfield Mark III*, quizá el fusil más famoso de la historia británica. La incapacidad de los principales fabricantes (Royal Small Arms Factory Enfield, Birmingham Small Arms Company y London Small Arms Co. Ltd) para satisfacer las demandas de la producción militar, condujo a la elaboración del "Peddled Scheme" (Venta de Esquema), que contrajo la producción de fusiles y de sus componentes de fusil a compañías ficticias. El Lee-Enfield Mark III* (redesignado como Fusil Mk III* Nº 1 en 1926) vio un amplio servicio a lo largo de la Segunda Guerra Mundial y, sobre todo en el Norte de África, en Italia, el Pacífico y teatros de Birmania en manos de las fuerzas británicas de la Commonwealth. Australia y la India mantenían y fabricaban el Lee-Enfield Mark III* como fusil estándar durante el conflicto, y el fusil se mantuvo en el servicio militar Australiano a través de la guerra de Corea, hasta que fue sustituido por el Fusil de Asalto L1A1 SLR a finales de 1950.

## Diseño
La capacidad de ajuste de deriva de la mira trasera se dispensó también, y el martillo fue cambiado de un botón redondo a una losa de dientes de sierra. Se le acorta el cargador. El cargador corto se restableció después de haber terminado la Primera Guerra Mundial, y no prescindió hasta 1942. Fue siempre un arma excelente, con un sable-bayoneta de 457 mm para la lucha cuerpo a cuerpo y la posibilidad de lanzar granadas, ya sean de varilla o mediante una bocacha cilíndrica que se enroscaba al cañón.